# Llista d'asteroides/155201-155300
| Nom      | Designació provisional | Data de descobriment   | Lloc de descobriment | Descobridor/s       |
| -------- | ---------------------- | ---------------------- | -------------------- | ------------------- |
| 155201 - | 2005 UL440             | 29 d'octubre de 2005   | Mount Lemmon         | Mount Lemmon Survey |
| 155202 - | 2005 UU444             | 30 d'octubre de 2005   | Mount Lemmon         | Mount Lemmon Survey |
| 155203 - | 2005 UV444             | 30 d'octubre de 2005   | Mount Lemmon         | Mount Lemmon Survey |
| 155204 - | 2005 UX445             | 31 d'octubre de 2005   | Mount Lemmon         | Mount Lemmon Survey |
| 155205 - | 2005 UV449             | 30 d'octubre de 2005   | Socorro              | LINEAR              |
| 155206 - | 2005 UP457             | 31 d'octubre de 2005   | Palomar              | NEAT                |
| 155207 - | 2005 UO460             | 28 d'octubre de 2005   | Mount Lemmon         | Mount Lemmon Survey |
| 155208 - | 2005 UV460             | 28 d'octubre de 2005   | Mount Lemmon         | Mount Lemmon Survey |
| 155209 - | 2005 UV481             | 31 d'octubre de 2005   | Catalina             | CSS                 |
| 155210 - | 2005 UG483             | 22 d'octubre de 2005   | Catalina             | CSS                 |
| 155211 - | 2005 UP485             | 22 d'octubre de 2005   | Catalina             | CSS                 |
| 155212 - | 2005 UQ489             | 23 d'octubre de 2005   | Catalina             | CSS                 |
| 155213 - | 2005 UU494             | 25 d'octubre de 2005   | Catalina             | CSS                 |
| 155214 - | 2005 UK508             | 25 d'octubre de 2005   | Kitt Peak            | Spacewatch          |
| 155215 - | 2005 VU2               | 4 de novembre de 2005  | Piszkéstető          | K. Sárneczky        |
| 155216 - | 2005 VV2               | 5 de novembre de 2005  | Great Shefford       | P. Birtwhistle      |
| 155217 - | 2005 VH5               | 9 de novembre de 2005  | Piszkéstető          | K. Sárneczky        |
| 155218 - | 2005 VL7               | 13 de novembre de 2005 | Socorro              | LINEAR              |
| 155219 - | 2005 VX23              | 1 de novembre de 2005  | Kitt Peak            | Spacewatch          |
| 155220 - | 2005 VM25              | 2 de novembre de 2005  | Socorro              | LINEAR              |
| 155221 - | 2005 VT38              | 3 de novembre de 2005  | Mount Lemmon         | Mount Lemmon Survey |
| 155222 - | 2005 VY52              | 3 de novembre de 2005  | Mount Lemmon         | Mount Lemmon Survey |
| 155223 - | 2005 VH53              | 3 de novembre de 2005  | Mount Lemmon         | Mount Lemmon Survey |
| 155224 - | 2005 VW60              | 5 de novembre de 2005  | Kitt Peak            | Spacewatch          |
| 155225 - | 2005 VR63              | 1 de novembre de 2005  | Mount Lemmon         | Mount Lemmon Survey |
| 155226 - | 2005 VV70              | 1 de novembre de 2005  | Mount Lemmon         | Mount Lemmon Survey |
| 155227 - | 2005 VD71              | 1 de novembre de 2005  | Mount Lemmon         | Mount Lemmon Survey |
| 155228 - | 2005 VB98              | 7 de novembre de 2005  | Socorro              | LINEAR              |
| 155229 - | 2005 VD118             | 15 de novembre de 2005 | Palomar              | NEAT                |
| 155230 - | 2005 VQ118             | 15 de novembre de 2005 | Palomar              | NEAT                |
| 155231 - | 2005 WV2               | 19 de novembre de 2005 | Palomar              | NEAT                |
| 155232 - | 2005 WL5               | 20 de novembre de 2005 | Palomar              | NEAT                |
| 155233 - | 2005 WO8               | 21 de novembre de 2005 | Kitt Peak            | Spacewatch          |
| 155234 - | 2005 WK16              | 22 de novembre de 2005 | Kitt Peak            | Spacewatch          |
| 155235 - | 2005 WX17              | 22 de novembre de 2005 | Kitt Peak            | Spacewatch          |
| 155236 - | 2005 WO18              | 22 de novembre de 2005 | Kitt Peak            | Spacewatch          |
| 155237 - | 2005 WP18              | 22 de novembre de 2005 | Kitt Peak            | Spacewatch          |
| 155238 - | 2005 WY18              | 22 de novembre de 2005 | Kitt Peak            | Spacewatch          |
| 155239 - | 2005 WB19              | 22 de novembre de 2005 | Kitt Peak            | Spacewatch          |
| 155240 - | 2005 WO21              | 21 de novembre de 2005 | Kitt Peak            | Spacewatch          |
| 155241 - | 2005 WO22              | 21 de novembre de 2005 | Kitt Peak            | Spacewatch          |
| 155242 - | 2005 WQ24              | 21 de novembre de 2005 | Kitt Peak            | Spacewatch          |
| 155243 - | 2005 WW25              | 21 de novembre de 2005 | Kitt Peak            | Spacewatch          |
| 155244 - | 2005 WH29              | 21 de novembre de 2005 | Kitt Peak            | Spacewatch          |
| 155245 - | 2005 WJ38              | 22 de novembre de 2005 | Kitt Peak            | Spacewatch          |
| 155246 - | 2005 WE44              | 21 de novembre de 2005 | Kitt Peak            | Spacewatch          |
| 155247 - | 2005 WK46              | 22 de novembre de 2005 | Junk Bond            | D. Healy            |
| 155248 - | 2005 WN46              | 24 de novembre de 2005 | Palomar              | NEAT                |
| 155249 - | 2005 WU48              | 25 de novembre de 2005 | Kitt Peak            | Spacewatch          |
| 155250 - | 2005 WW57              | 25 de novembre de 2005 | Catalina             | CSS                 |
| 155251 - | 2005 WC59              | 29 de novembre de 2005 | Socorro              | LINEAR              |
| 155252 - | 2005 WU60              | 25 de novembre de 2005 | Mount Lemmon         | Mount Lemmon Survey |
| 155253 - | 2005 WX66              | 22 de novembre de 2005 | Kitt Peak            | Spacewatch          |
| 155254 - | 2005 WB68              | 22 de novembre de 2005 | Kitt Peak            | Spacewatch          |
| 155255 - | 2005 WO73              | 25 de novembre de 2005 | Catalina             | CSS                 |
| 155256 - | 2005 WH76              | 25 de novembre de 2005 | Kitt Peak            | Spacewatch          |
| 155257 - | 2005 WL81              | 26 de novembre de 2005 | Mount Lemmon         | Mount Lemmon Survey |
| 155258 - | 2005 WP86              | 28 de novembre de 2005 | Mount Lemmon         | Mount Lemmon Survey |
| 155259 - | 2005 WQ86              | 28 de novembre de 2005 | Mount Lemmon         | Mount Lemmon Survey |
| 155260 - | 2005 WH89              | 25 de novembre de 2005 | Mount Lemmon         | Mount Lemmon Survey |
| 155261 - | 2005 WE95              | 26 de novembre de 2005 | Kitt Peak            | Spacewatch          |
| 155262 - | 2005 WL95              | 26 de novembre de 2005 | Kitt Peak            | Spacewatch          |
| 155263 - | 2005 WM98              | 28 de novembre de 2005 | Kitt Peak            | Spacewatch          |
| 155264 - | 2005 WN99              | 28 de novembre de 2005 | Mount Lemmon         | Mount Lemmon Survey |
| 155265 - | 2005 WM103             | 26 de novembre de 2005 | Catalina             | CSS                 |
| 155266 - | 2005 WP105             | 29 de novembre de 2005 | Kitt Peak            | Spacewatch          |
| 155267 - | 2005 WE106             | 29 de novembre de 2005 | Socorro              | LINEAR              |
| 155268 - | 2005 WE108             | 28 de novembre de 2005 | Catalina             | CSS                 |
| 155269 - | 2005 WC113             | 25 de novembre de 2005 | Catalina             | CSS                 |
| 155270 - | 2005 WH113             | 25 de novembre de 2005 | Catalina             | CSS                 |
| 155271 - | 2005 WJ114             | 28 de novembre de 2005 | Socorro              | LINEAR              |
| 155272 - | 2005 WT118             | 25 de novembre de 2005 | Catalina             | CSS                 |
| 155273 - | 2005 WR119             | 28 de novembre de 2005 | Catalina             | CSS                 |
| 155274 - | 2005 WM146             | 25 de novembre de 2005 | Kitt Peak            | Spacewatch          |
| 155275 - | 2005 WJ154             | 29 de novembre de 2005 | Socorro              | LINEAR              |
| 155276 - | 2005 WV155             | 29 de novembre de 2005 | Palomar              | NEAT                |
| 155277 - | 2005 WJ159             | 29 de novembre de 2005 | Socorro              | LINEAR              |
| 155278 - | 2005 WR168             | 30 de novembre de 2005 | Kitt Peak            | Spacewatch          |
| 155279 - | 2005 WW173             | 30 de novembre de 2005 | Mount Lemmon         | Mount Lemmon Survey |
| 155280 - | 2005 WR181             | 25 de novembre de 2005 | Catalina             | CSS                 |
| 155281 - | 2005 WX184             | 29 de novembre de 2005 | Socorro              | LINEAR              |
| 155282 - | 2005 WC186             | 30 de novembre de 2005 | Socorro              | LINEAR              |
| 155283 - | 2005 WS187             | 29 de novembre de 2005 | Catalina             | CSS                 |
| 155284 - | 2005 WC190             | 20 de novembre de 2005 | Catalina             | CSS                 |
| 155285 - | 2005 WH191             | 21 de novembre de 2005 | Catalina             | CSS                 |
| 155286 - | 2005 WU192             | 26 de novembre de 2005 | Socorro              | LINEAR              |
| 155287 - | 2005 XK1               | 4 de desembre de 2005  | Socorro              | LINEAR              |
| 155288 - | 2005 XY5               | 1 de desembre de 2005  | Socorro              | LINEAR              |
| 155289 - | 2005 XE26              | 4 de desembre de 2005  | Socorro              | LINEAR              |
| 155290 - | 2005 XJ40              | 5 de desembre de 2005  | Mount Lemmon         | Mount Lemmon Survey |
| 155291 - | 2005 XO56              | 5 de desembre de 2005  | Mount Lemmon         | Mount Lemmon Survey |
| 155292 - | 2005 XT64              | 7 de desembre de 2005  | Socorro              | LINEAR              |
| 155293 - | 2005 XO65              | 2 de desembre de 2005  | Catalina             | CSS                 |
| 155294 - | 2005 XY65              | 7 de desembre de 2005  | Catalina             | CSS                 |
| 155295 - | 2005 XN77              | 8 de desembre de 2005  | Kitt Peak            | Spacewatch          |
| 155296 - | 2005 YJ                | 20 de desembre de 2005 | Socorro              | LINEAR              |
| 155297 - | 2005 YS9               | 21 de desembre de 2005 | Kitt Peak            | Spacewatch          |
| 155298 - | 2005 YG19              | 24 de desembre de 2005 | Kitt Peak            | Spacewatch          |
| 155299 - | 2005 YD25              | 24 de desembre de 2005 | Kitt Peak            | Spacewatch          |
| 155300 - | 2005 YG40              | 22 de desembre de 2005 | Kitt Peak            | Spacewatch          |